# 小松未歩 2nd〜未来〜
『小松未歩 2nd〜未来〜』（こまつみほ・セカンド・みらい）は、日本のシンガーソングライター・小松未歩が1998年12月19日にAmemura O-town Recordから発売した2枚目のオリジナルアルバムである。

## 内容
「願い事ひとつだけ」から「氷の上に立つように」までの4作のシングル曲、DEENに楽曲提供した「手ごたえのない愛」のセルフカバーなどを収録した2枚目のアルバム。
曲順は製作段階前から、最初（「未来」）と最後（「Deep Emotion」）を決めておいて、残りを曲の歌詞を重視してアルバムの軸となる曲から決めていったという。

## 批評
| 専門評論家によるレビュー | 専門評論家によるレビュー |
| レビュー・スコア         | レビュー・スコア         |
| 出典                     | 評価                     |
| ------------------------ | ------------------------ |
| CDジャーナル             | 肯定的                   |

CDジャーナルは、「全曲の作詞／作曲だけでなくディレクションも自分自身で手掛けているだけに、彼女自身が作り出したの音楽への強い意志がみなぎる作品になっている」と肯定的に評価している。

## 記録
オリコンアルバムチャートでは初登場3位を記録している。オリコン初動売上は20万枚を突破し、累積では60万枚、出荷枚数にして80万枚に達するなど、小松未歩のシングル及びアルバム全作品の中で、最大のセールスを挙げた作品となった。
日本レコード協会より、1998年12月度プラチナディスク（旧基準）に月次認定。

## 収録曲
| 全作詞・作曲: 小松未歩、全編曲: 古井弘人。 |                        |          |            |      |
| #                                          | タイトル               | 作詞     | 作曲・編曲 | 時間 |
| 1.                                         | 「未来」               | 小松未歩 | 小松未歩   | 4:56 |
| 2.                                         | 「anybody's game」     | 小松未歩 | 小松未歩   | 4:07 |
| 3.                                         | 「チャンス」           | 小松未歩 | 小松未歩   | 4:13 |
| 4.                                         | 「氷の上に立つように」 | 小松未歩 | 小松未歩   | 3:54 |
| 5.                                         | 「手ごたえのない愛」   | 小松未歩 | 小松未歩   | 5:03 |
| 6.                                         | 「あなたのリズム」     | 小松未歩 | 小松未歩   | 4:15 |
| 7.                                         | 「1万メートルの景色」  | 小松未歩 | 小松未歩   | 4:01 |
| 8.                                         | 「涙」                 | 小松未歩 | 小松未歩   | 4:20 |
| 9.                                         | 「静けさの後」         | 小松未歩 | 小松未歩   | 3:18 |
| 10.                                        | 「願い事ひとつだけ」   | 小松未歩 | 小松未歩   | 4:40 |
| 11.                                        | 「Deep Emotion」       | 小松未歩 | 小松未歩   | 4:25 |
| 合計時間:                                  | 合計時間:              | 47:12    |            |      |

## 楽曲解説
1. 未来
2. anybody's game
4thシングル。CDやジャケットなどにバージョン違いであるとの表記はないが、アルバム用にドラムパートがアナログ的なものに変化し、エレキギターのディストーションを抑え目にした上で、ピアノパートが表面に際立っている点など、ミックスが細かく変更されている。
3. チャンス
5thシングル。
4. 氷の上に立つように
6thシングル。こちらも表記はないが、アニメオンエアバージョン同様、イントロがアコースティック・ギターから始まるなど、変更されている。
5. 手ごたえのない愛
DEENに楽曲提供した「手ごたえのない愛」[3]のセルフカバー。本曲はセレクション・アルバム『lyrics』、『DEEN The Best キセキ』初回限定盤のPremium Disc（DEENへの楽曲提供者によるセルフカバー集）、『DEEN The Best FOREVER 〜Complete Singles +〜』初回限定盤のPREMIUM DISC（DEENへの楽曲提供者によるセルフカバー集）にも収録されている。
6. あなたのリズム
7. 1万メートルの景色
4thシングル「anybody's game」のカップリング曲。
8. 涙
9. 静けさの後
10. 願い事ひとつだけ
3rdシングル。
11. Deep Emotion

## レコーディング参加
- 宇徳敬子（B.B.クィーンズ・Mi-Ke）[注釈 1] - コーラス
- 春名俊希（蒼遥和・咲井一希[注釈 2]）（Rumble Fish・Steel and Glass） - コーラス（#11）[注釈 3]
- Takumi Ito - コーラス（#11）
- 鈴木英俊 - ギター（#2）
- 大賀好修（Rumble Fish・Steel and Glass・nothin' but love・OOM・Sensation） - ギター（#6 以外）[注釈 3]
- 三好誠（rumania montevideo） - ギター（#1,#3,#5,#6,#8,#9,#11）
- 園歌織 - ヴァイオリン（#1）

## タイアップ
- 九州電力企業イメージアップキャンペーンCMソング (#1)
- フジテレビ系列情報番組『えすえふ』エンディングテーマ[4] (#2)
- NHK総合水曜ドラマ『おじさん改造講座』主題歌 (#2)
- KBS京都制作・UHF34局ネット音楽番組『J-ROCK ARTIST BEST50』オープニングテーマ (#2)
- フジテレビ系列朝の情報番組『めざましテレビ』テーマソング[5] (#3)
- プレイステーション用デジタルノベル『Lの季節 〜A piece of memories〜』オープニングテーマ (#5)
- 読売テレビ制作・日本テレビ系列『鳥人間コンテスト選手権大会』1998年度テーマソング[注釈 4] (#7)
- 静岡朝日テレビスポーツ情報番組『スポーツパラダイス』エンディングテーマ (#7)
- いわき明星大学ラジオCMソング (#7)
- 読売テレビ制作・日本テレビ系列アニメ『名探偵コナン』第5エンディングテーマ[6] (#10)